# Ялпужень
Ялпужень (рум. Ialpujeni) — село в Молдові в Чимішлійському районі. Є центром однойменної комуни, до складу якої також входить село Марієнфелд.